# Mattirolia roseovirens
Mattirolia roseovirens är en svampart som beskrevs av Berl. & Bres. 1889. Mattirolia roseovirens ingår i släktet Mattirolia och familjen Thyridiaceae.   Inga underarter finns listade i Catalogue of Life.